# Richard Lamb
Richard "Fatty" Lamb (Melbourne, 26 de dezembro de 1907 — 1974) foi um ciclista australiano. Ele terminou em último lugar no Tour de France 1931.